# Herb Dean
Herb Dean (født 30. september 1970 i Pasadena, Californien, USA) er en amerikansk MMA-udøver-kampledere og tidllige professionel kæmper.
UFC's Dana White, UFC-kommentator Joe Rogan, artikler, der dækker MMA i ESPN.com, Foxsports.com, Bleacher Report, SB Nation (mmamania.com), Fightland og andre publikationer, har kaldet Dean den bedste kampleder indenfor MMA.

## Priser
Dean har vundet Fighters Only Magazine's World MMA Awards Referee of the Year i 2010, 2011, 2012, 2013 and 2014. Men Dean, tabte i 2015 til "Big" John McCarthy for for første gang siden at kategorien blev introduceret.

## MMA-rekordliste
Dean opnåede en professionel MMA-rekordliste hvor han vandt 1 via submission og den anden via knockout.